# فيل هاردي
فيل هاردي (بالإنجليزية: Phil Hardy)‏ (9 أبريل 1973 بتشستر في المملكة المتحدة - ) هو مهندس ولاعب كرة قدم أيرلندي في مركزي الدفاع والظهير. شارك مع منتخب جمهورية أيرلندا تحت 21 سنة لكرة القدم. أما مع النوادي، فقد لعب مع بورت فايل ونادي ريكسهام.

## وصلات خارجية
- فيل هاردي على موقع قاعدة بيانات كرة القدم.إي يو (الإنجليزية)
- فيل هاردي على موقع Soccerbase.com (لاعب) (الإنجليزية)